# Gulstav Mose
Gulstav Mose er et naturreservat, der ligger cirka 500 meter fra Dovns Klint, Langelands sydligste spids. Området blev købt af Fugleværnsfonden i 1971 for at genskabe og bevare mosens rige natur og fugleliv. Mosen, der grænser op til Gulstavskovene, er meget kalkrig og omgivet af kalkrige overdrev og krat. Fugleværnsfonden samarbejder med Naturstyrelsen Fyn om naturplejen af området. Fonden har fået penge fra EU's LIFE-fond til at pleje mosens natur. 
Fugleværnsfondens frivillige arbejdsgruppe holder hver måned en dag med "Åbent Hus" i fugletårnet. Her kan besøgende få en fuglesnak og et kig i teleskopet. 
Forår og sommer byder Gulstav Mose på et stort antal ynglefugle. I september og oktober kan der opleves et imponerende fugletræk i området. Syd for Gulstav Mose ligger Dovnsgården, der er ejet af Naturstyrelsen.